# Titularbistum Briula
Briula ist ein auf die antike Stadt Briula zurückgehendes ehemaliges Bistum der römisch-katholischen Kirche und heute ein Titularbistum. Es gehörte der Kirchenprovinz Ephesos an.
| Titularbischöfe von Briula |                 |                                                                                                |                   |                  |
| Nr.                        | Name            | Amt                                                                                            | von               | bis              |
| 1                          | Kyrill Kurtew   | Apostolischer Exarch des griechisch-katholischen Apostolischen Exarchats von Sofia (Bulgarien) | 31. Juli 1926     | 9. März 1971     |
| 2                          | Christo Projkow | Apostolischer Exarch des griechisch-katholischen Apostolischen Exarchats von Sofia (Bulgarien) | 18. Dezember 1993 | 11. Oktober 2019 |